# Hurlingham (Argentine)
Pour les articles homonymes, voir Hurlingham.
Hurlingham est une ville de la Province de Buenos Aires en Argentine. C'est la capitale de la partido d'Hurlingham.
Sa population était de 60 000 habitants en 2010.

## Personnalités liées à la ville
- Esteban Bigliardi, acteur né à Hurlingham.
- Hilda Victoria Montenegro, femme politique née à Hurlingham